# Georg Zimmermann
Georg Zimmermann (Augusta, 11 ottobre 1997) è un ciclista su strada tedesco che corre per il team Intermarché-Wanty; è professionista dal 2020.

## Palmarès

### Strada
- 2015 (Juniores, una vittoria)

1ª tappa Oberösterreich Juniorenrundfahrt (Ansfelden > Marchtrenk)
- 2018 (Tirol Cycling Team, una vittoria)

3ª tappa Giro della Regione Friuli Venezia Giulia (Lignano Sabbiadoro > Gorizia)
- 2019 (Tirol KTM Cycling Team, due vittorie)

Trofeo Banca Popolare di Vicenza
Coppa della Pace - Trofeo F.lli Anelli
- 2021 (Intermarché-Wanty-Gobert Matériaux, una vittoria)

2ª tappa Tour de l'Ain (Lagnieu > Saint-Vulbas)
- 2023 (Intermarché-Circus-Wanty, una vittoria)

6ª tappa Giro del Delfinato (Nantua > Crest-Voland)
- 2025 (Intermarché-Wanty, due vittorie)

Classifica generale Giro d'Abruzzo
Campionati tedeschi, Prova in linea

#### Altri successi
- 2015 (Juniores)

Classifica a punti Grand Prix Général Patton
- 2019 (Tirol KTM Cycling Team)

Classifica scalatori Österreich-Rundfahrt
- 2020 (CCC Team)

Classifica scalatori Étoile de Bessèges
- 2021 (Intermarché-Wanty-Gobert Matériaux)

Classifica giovani Giro di Germania
- 2022 (Intermarché-Wanty-Gobert Matériaux)

Classifica giovani Giro di Germania

## Piazzamenti

### Grandi Giri
- Tour de France

2021: 80º
2022: 43º
2023: 47º
2024: 77º
2025: non partito (10ª tappa)
- Vuelta a España

2020: 21º

### Classiche monumento
- Milano-Sanremo

2024: 39º
- Giro delle Fiandre

2024: 61°
- Liegi-Bastogne-Liegi

2020: 68°
2022: ritirato
2023: 56º
2024: 49º
2025: 48º
- Giro di Lombardia

2020: 55º
2023: 95º
2024: 19º

### Competizioni mondiali
- Campionati del mondo

Richmond 2015 - In linea Junior: 53º
Innsbruck 2018 - Cronosquadre: 17º
Innsbruck 2018 - In linea Under-23: 14º
Yorkshire 2019 - In linea Under-23: 12º
Imola 2020 - In linea Elite: 55º
Fiandre 2021 - In linea Elite: 68º
Wollongong 2022 - In linea Elite: ritirato
Zurigo 2024 - In linea Elite: 15º

### Competizioni europee
- Campionati europei

Tartu 2015 - In linea Junior: 74º
Plumelec 2016 - In linea Under-23: 53º
Zlín 2018 - In linea Under-23: 7º